# رئيس البحر أبيض الذيل
رئيس البحر أبيض الذيل (الاسم العلمي: Phaethon lepturus) هو نوع من جنس طيور استوائية.

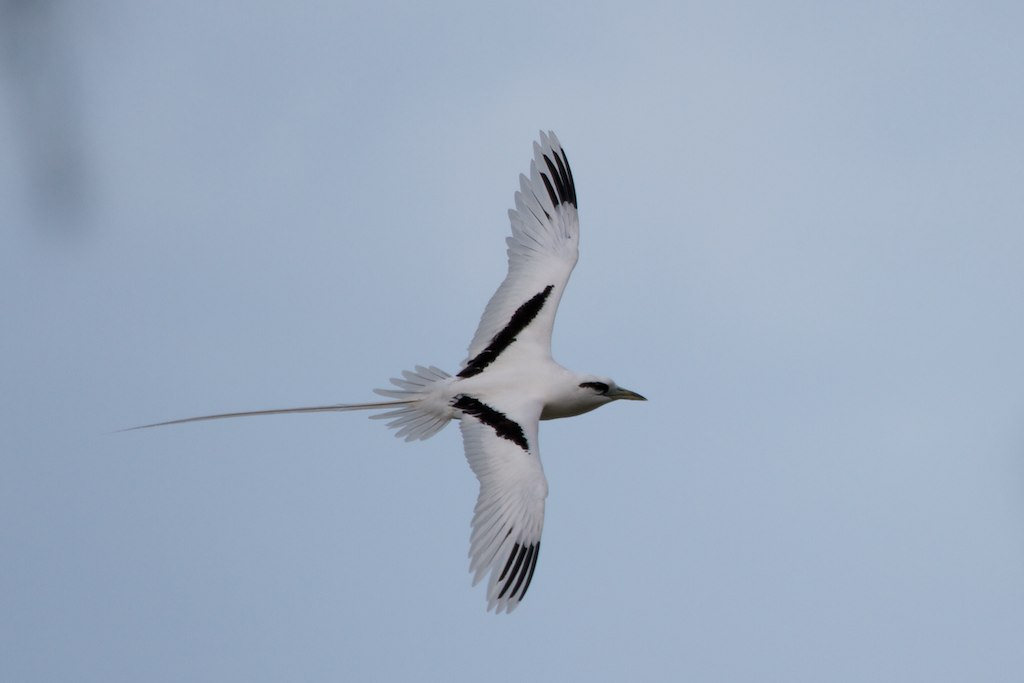
صورة للطائر في جزر الميدواي
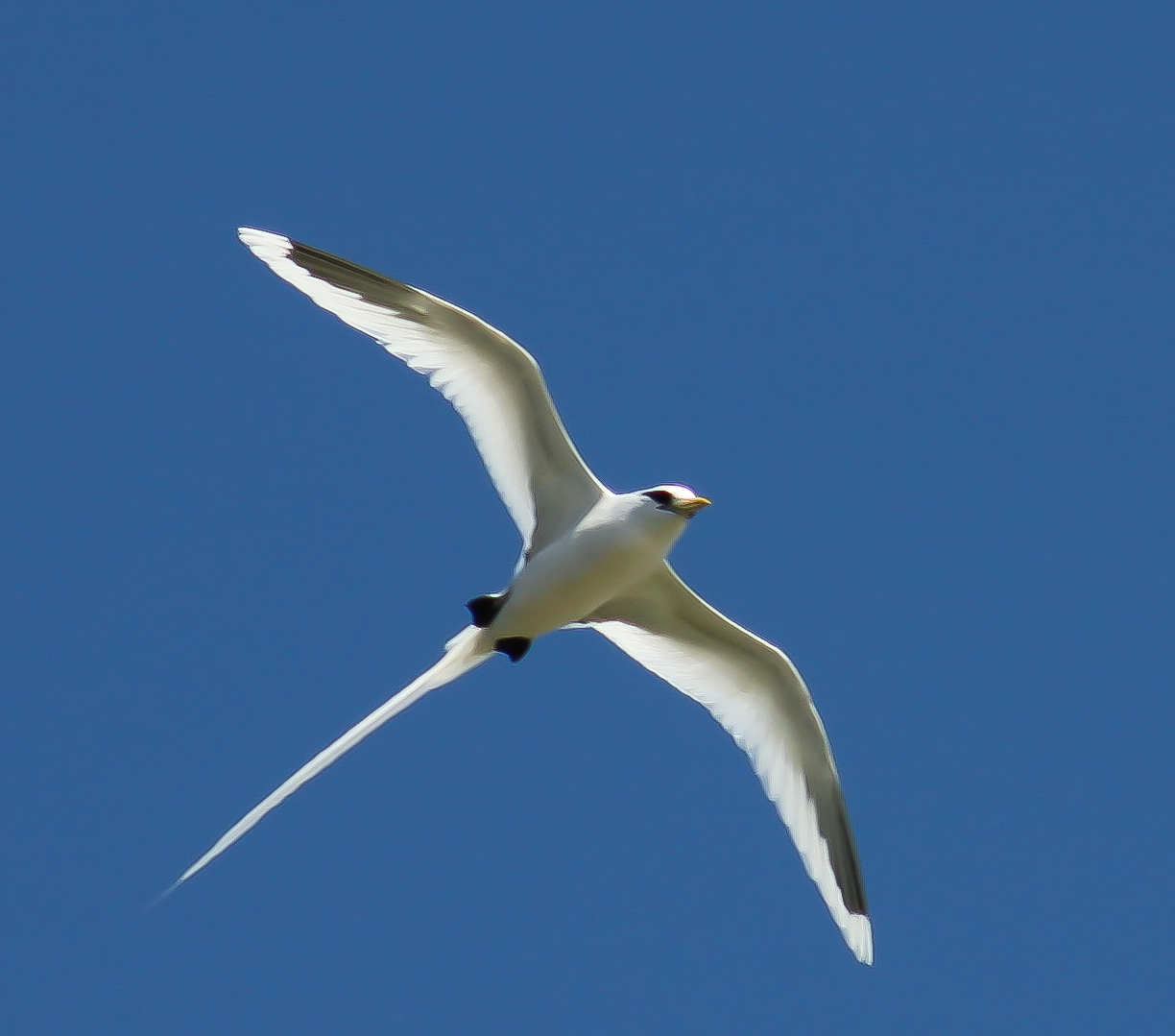
صورة للطائر يطير عابراً
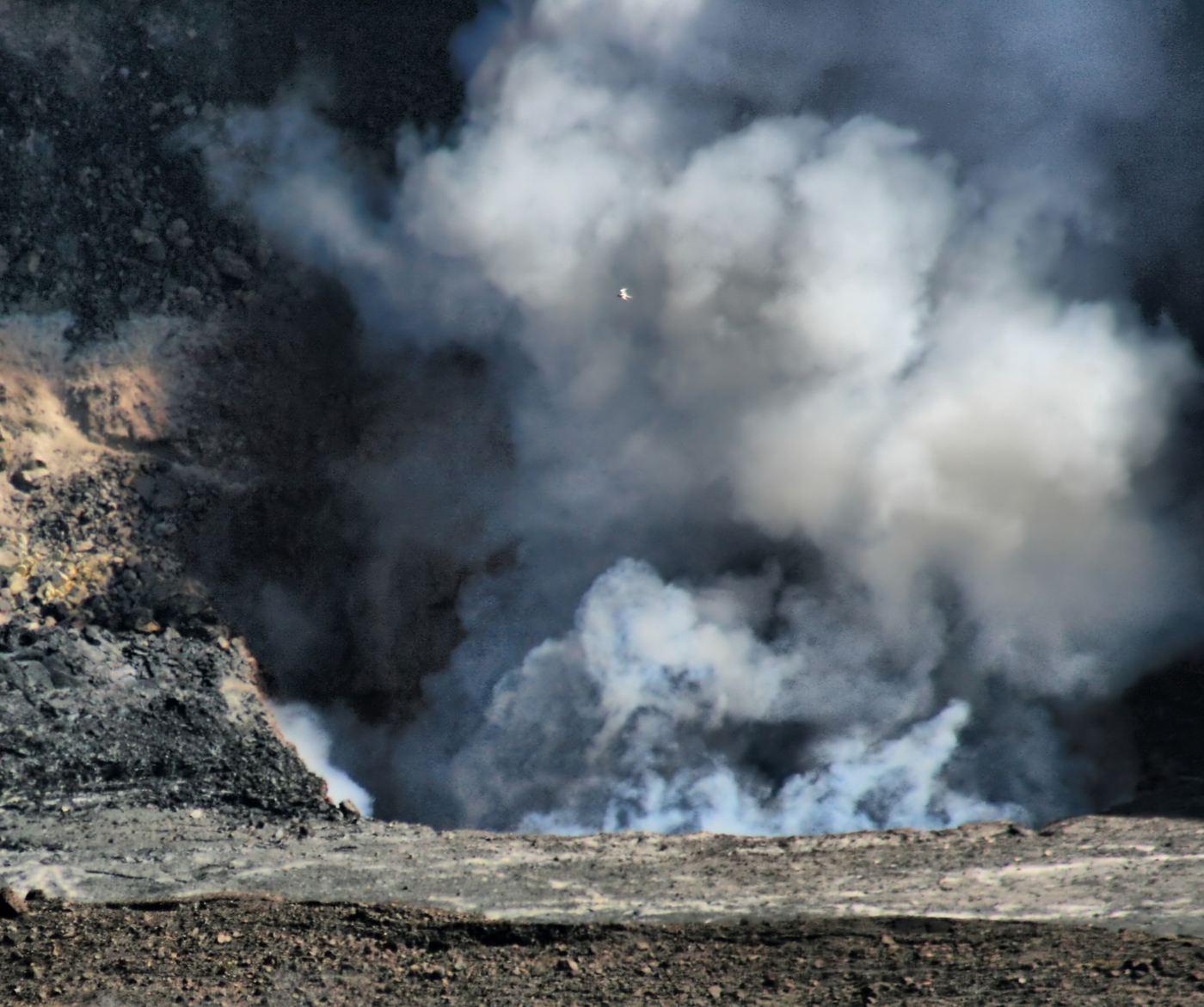
صورة للطائر يطير مباشرة فوق بركان كيلاويا في هاواي